# Sant Ferran Borg
Sant Ferran Borg (catalansk: Castell de Sant Ferran) ligger på en bakke i Figueres i Catalonien ved enden af  Pujada del Castell. Det er en stor militær borg opført i det 8. århundrede efter befaling af adskillige militære teknikere, herunder Peter Martin i Cermeño Juan Martin Cermeño. Sant Ferran er et af de største monumenter i Catalonien.

## Historie
Efter forhandlingerne om Pyrenæerfreden, gik borgen Bellegarde i Le Perthus i den franske stats eje. For at erstatte bastionen, og for at stoppe mulige fremtidige invasioner, blev det besluttet at bygge en fæstning på bakken i Figueres. Den første sten blev lagt den 13. december 1753. Navnet på borgen Sant Ferran blev givet til ære for kong Ferdinand 6. af Spanien.

## Arkitektur
Slottet dækker et område på 32 hektar inden for en omkreds på 3.120 meter, og cisterner placeret under gården er i stand til at rumme op til 40 millioner liter vand. På sit højeste, kunne slottet understøtte 6.000 tropper.
Efter borgen ophørte med at blive brugt som fængsel i juli 1997, blev det åbnet for offentligheden med guidede ture for at vise fæstningens karakteristika. Disse ture understreger de sofistikerede byggeteknikker af den tids militærteknik.